# Mattia Zuin
Mattia Zuin (Padova, 8 marzo 1996) è un nuotatore italiano.

## Biografia
Ha partecipato ai Campionati europei di nuoto di Glasgow 2018, vincendo la medaglia di bronzo nella staffetta 4x200 metri stile libero, con i connazionali Alessio Proietti Colonna, Filippo Megli, Matteo Ciampi e Stefano Di Cola.
Ai Giochi del Mediterraneo di Tarragona 2018 ha conquistato l'oro nella staffetta 4x200 metri stile libero, gareggiando al fianco di Stefano Di Cola, Matteo Ciampi e Filippo Megli.
Alle Universiadi di Napoli 2019 ha vinto la medaglia d'argento nella staffetta 4x200 metri stile libero, gareggiando al fianco di Stefano Di Cola, Matteo Ciampi e Alessio Proietti Colonna. Ha inoltre concluso al sesto posto nei 400 metri stile libero, nella gara vinta dal giapponese Keisuke Yoshida.

## Palmarès
- Europei

Glasgow 2018: bronzo nella 4x200m sl.
- Giochi del Mediterraneo

Tarragona 2018: oro nella 4x200m sl.
- Universiadi

Napoli 2019: argento nella 4x200 m sl.
- Europei giovanili

Dordrecht 2014: argento nella 4x200m sl.